# Sonny Burke

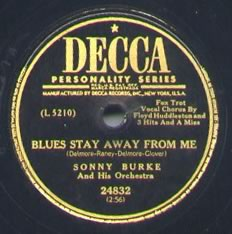
Een 78 toerenplaat van Sonny Burke met zijn orkest, "Blues Stay Away from Me".

Joseph Francis "Sonny" Burke (Scranton (Pennsylvania), 22 maart 1914 – Santa Monica, 31 mei 1980) was een Amerikaanse bigbandleider, componist, arrangeur en producer in de jazz en populaire muziek. Ook speelde hij piano, orgel en keyboards.

## Biografie
In de tweede helft van de jaren dertig studeerde Burke aan Duke University, waar hij een bigband oprichtte en ook leidde, de Duke Ambassadors. Na zijn afstuderen werkte hij op een oceaanstomer en werkte als arrangeur voor verschillende bands, waaronder die van Xavier Cugat en Joe Venuti. Hij leidde de band van Sam Donahue toen die naar de groep van Gene Krupa was vertrokken en nam hiermee nummers op voor Okeh Records (1939-1940). Na de terugkomst van Donahue arrangeerde hij voor de orkesten van Charlie Spivak (1941-1943) en Jimmy Dorsey (vanaf 1943). Bij Dorsey speelde hij ook enige tijd als pianist.
Halverwege de jaren veertig ging hij naar Hollywood, waar hij voor verschillende platenlabels orkestleider was. Hij was bandleider bij opnames van onder meer Mel Tormé (voor Musicraft Records), Dinah Shore (voor Columbia) en Billy Eckstine (voor MGM). Vanaf 1949 werkte hij voor Decca Records, waar hij werkte met sterren als Louis Armstrong, Ella Fitzgerald, Bing Crosby en Dick Haymes. Ook ging hij, met een studio-orkest, voor het label platen onder eigen naam opnemen, zoals de hit "Mambo Jambo" en andere soortgelijke dansnummers. Dankzij deze succesvolle platen ging hij zelfs weer met een eigen band optreden. Na het einde van het mambo-tijdperk bleef Burke singles opnemen voor Decca, tot 1960.
Met John Elliot schreef hij de songs voor de met een Academy Award bekroonde Walt Disney-film "Toot, Whistle, Plunk and Boom" (1953) en in 1955 werkte hij met zangeres Peggy Lee samen aan de liedjes voor de Disney-film "Lady and the Tramp". Ook componeerde hij de muziek voor verschillende populaire liedjes die nu als een standard worden beschouwd, zoals "Black Coffee" (tekst van Paul Francis Webster) en "Midnight Sun" (gecomponeerd met vibrafonist Lionel Hampton).
Na zijn tijd bij Decca werd Burke producer en later executive manager bij Warner Brothers, waar hij verantwoordelijk was voor alle film- en televisiemuziek. Voor het Warner-sublabel Reprise Records, het platenlabel van Frank Sinatra, produceerde hij veel albums van deze beroemde zanger.  Andere vocalisten waarvoor Burke in zijn loopbaan produceerde waren bijvoorbeeld Billie Holiday, Rosemary Clooney, Don Ho, Petula Clark en Rod McKuen.

## Discografie
als leider:
- Sonny Burke Plays Mambos, 1951
- Sonny Burke and His Orchestra I en II, 1951
- The Sonny Burke & Don Elliott Six, circa 1960